# Locatief
De locatief of zevende naamval geeft een locatie aan. De locatief is een van de acht oorspronkelijke naamvallen van de Proto-Indo-Europese taal, die bijvoorbeeld in het Sanskriet nog altijd in gebruik waren.
In het Nederlands worden voor het aangeven van plaats (en richting) voornamelijk de voorzetsels in, op, te en bij gebruikt. Verder kan de locatief ook een tijdstip aanduiden. De locatief komt vandaag nog voor in de meeste Baltische en Slavische talen, hoewel de naamval in het Russisch meestal prepositionalis wordt genoemd omdat hij alleen nog maar in combinatie met voorzetsels voorkomt (hetgeen overigens ook voor de andere Slavische talen geldt). In het Russisch worden de voorzetsels "v" en "na" (fonetisch geschreven) gecombineerd met de zesde naamval als ze een plaatsbepaling aangeven. Beide woordjes betekenen "op" of "in". De uitgang van deze naamval is meestal een -e.
Voorbeelden:
- v Amsterdamje = in Amsterdam; na stole = op tafel
- Ja rabotajoe na zavodje = Ik werk in (op) een fabriek

Beide voorzetsels kunnen ook "naar" betekenen maar dan volgt, net als bijvoorbeeld in het Duits, de vierde naamval omdat het een richting of beweging is.
In andere takken van de Indo-Europese taalfamilie is de locatief vaak verdwenen en is zijn functie overgenomen door andere naamvallen. Hoewel vaak beweerd wordt dat de locatief in het Latijn opgeslorpt was door de ablatief, is dit niet volledig waar. De locatiefuitgangen van de tweede, derde en vierde verbuiging verschilden van die van de ablatief, al kwamen ze in het klassiek Latijn al weinig meer voor. Een vrij veel voorkomende uitzondering is de vorm domi (thuis) die afwijkt van de ablatief domo (van huis af).
Andere voorbeelden:
- Lutetiae eram, urbe/Roma exiit et Lutetiam venit (= Ik was in Parijs, toen hij Rome verliet en naar Parijs kwam)
- Urbi/Romae eram, Lutetia exiit et urbem/Romam venit (= Ik was in Rome, toen hij Parijs verliet en naar Rome kwam).

Vergelijk:
- Accusatief (= de plaats waarheen): urbem; Romam; Lutetiam
- Ablatief (= de plaats waarvandaan): urbe; Roma; Lutetia
- Locatief (= de plaats waar): urbi; Romae; Lutetiae

In de Germaanse talen is de locatief goeddeels opgegaan in de datief. In het Nederlands is dat vooral bij het voorzetsel te nog goed te zien. Dit voorzetsel komt vaak voor in versteende uitdrukkingen met een datief zoals ten huize van of ten tijde van. Een enkele archaïsche uitdrukking is mogelijk nog een voorbeeld van de locatief zelf, zoals: te zijnent of te mijnent. Dit blijft echter speculatief, want in geen enkele oude Germaanse taal - noch in het Gotisch, noch in het Oudengels - is de locatief aangetroffen.

## Finoegrische talen
In de Finoegrische talen, zoals het Fins, het Hongaars en het Estisch, bestaat een uitgebreid systeem van locatieve naamvallen voor plaats en richting. Dit zijn de inessief (in/binnen) en de adessief (op/aan/te), voor positie, versus de illatief (beweging naar binnen/in) en de allatief (beweging aan/op/naar) enerzijds en de elatief (beweging uit) en de ablatief (beweging van/af/vanaf) anderzijds, voor richting. Naast deze naamvallen met achtervoegsels worden in het Hongaars ook postposities gebruikt voor de aanduiding van plaats en richting.
| locatieve naamvallen in de Finoegrische talen | locatieve naamvallen in de Finoegrische talen | locatieve naamvallen in de Finoegrische talen |
|                                               | 'binnen'                                      | 'buiten'                                      |
| --------------------------------------------- | --------------------------------------------- | --------------------------------------------- |
| naderend                                      | illatief (erin gaan, naar binnen gaan)        | allatief (erheen, ernaartoe, erop gaan)       |
| positie                                       | inessief (erin zijn, erbinnen zijn)           | adessief (er aan, op, bij zijn)               |
| verlatend                                     | elatief (eruit gaan)                          | ablatief (ervanaf, ervandaan gaan)            |

| locatieve naamvallen in het Hongaars | locatieve naamvallen in het Hongaars   | locatieve naamvallen in het Hongaars | locatieve naamvallen in het Hongaars |
|                                      | 'binnen'                               | 'buiten'                             | 'op'                                 |
| ------------------------------------ | -------------------------------------- | ------------------------------------ | ------------------------------------ |
| naderend (waarheen?)                 | illatief (erin gaan, naar binnen gaan) | allatief (erheen, ernaartoe gaan)    | sublatief (erop gaan)                |
| positie (waar?)                      | inessief (erin zijn, erbinnen zijn)    | adessief (er aan, bij zijn)          | superessief (erop zijn)              |
| verlatend (waar vandaan?)            | elatief (eruit gaan)                   | ablatief (ervandaan gaan)            | delatief (ervanaf gaan)              |

## Andere talen
In veel andere taalfamilies komen achtervoegsels voor die dezelfde functie hebben als de Indo-Europese locatiefvormen, en hoewel zij natuurlijk geheel onafhankelijk ontstaan zijn, worden zij vaak ook locatieven genoemd. Dit geldt bijvoorbeeld voor het Turks, voor het Siraya en voor het Xhosa
In de laatste taal wordt de klasse concord-i- vervangen door e- en in sommige gevallen een uitgang -(e)ni toegevoegd:
iRhawuti → eRhawuteni (Johannesburg, in Johannesburg).
Soms treedt palatalisatie op:
umlambo → emlanjeni, ngasemlanjeni (de rivier → in de rivier, bij de rivier)
algemene Latijnse vervoegingen en verbuigingen · accusativus cum infinitivo (AcI) · accusativus cum participio (AcP) · nominativus cum infinitivo (NcI) · participium praesentis activi (PPA) · perfectum · imperfectum · plusquamperfectum · futurum · futurum exactum · subjects- en objectsaccusativus · reflexief persoonlijk voornaamwoord · predicatieve bepaling · adverbium · participium perfecti passivi (PPP) · passivum · activum · gerundium · gerundivum · praesens · praesens historicum · comparativus · superlativus · supinum · participium · declinatie · ablativus absolutus · dativus possessivus